# 논리철학 논고
《논리철학 논고》(論理哲學論考, Tractatus Logico-Philosophicus, 1922, 영어권 약자: TLP, 한국어권 약자: "논고")는 오스트리아 철학자 루트비히 비트겐슈타인이 생전에 출판했던 유일한 철학서이며, 그의 초기 사상이 아포리즘(警句) 형태로 표현되어 있다. 버트런드 러셀이 쓴 친서가 서문으로 존재한다.
"논고"는 다양한 목표를 가지고 있는데, 언어와 세계의 관계를 파악하고 자연과학에 제한을 두려는 것이 그 중 일부에 해당한다. 이 책은 철학자들에게 있어서 20세기 중 크게 중요한 철학적 작업으로 여겨진다. G.E. 무어는 당시 비트겐슈타인에게 "논고"의 라틴어 이름으로 바뤼흐 스피노자에 대한 경의를 담아 그의 저서 "신학정치론(Tractatus Theologico-Politicus)"을 본딴 이름을 붙이는 게 어떻겠냐고 제안했다.
비트겐슈타인은 1차 세계대전 중 "논고"에 대한 노트를 저술했고 1918년 여름 전역할 당시에 그것을 완성했다. "논고"는 1921년 독일에서 처음으로 Logisch-Philosophische Abhandlung라는 이름으로 출판되었고, 루돌프 카르납이나 프리드리히 바이스만과 같은 빈 학파의 논리실증주의 철학자들에게 지대한 영향력을 끼쳤다. 또 러셀의 저술 "논리적 원자론에 관한 철학(The Philosophy of Logical Atomism)"에는 러셀 본인이 비트겐슈타인으로부터 배웠던 관념들이 내용으로 제시되어 있다.
"논고"는 근엄하고 간결한 작법으로 쓰여져 있다. 이 책에는 논증이 거의 존재하지 않으며, 대신 자명한 것으로 여겨지는 선언적 진술이나 문구들로 가득 차 있다. 진술들은 7개의 주요 기본 명제들로 순서가 매겨져 있으며, 각각 명제에는 하위단계로서 해당 명제에 대한 의견이나 보충설명이 들어가 있다. 논고는 모두 합해서 총 526개의 순번진술들로 구성되어 있다.
비트겐슈타인 사후에 출판된 후기 저작 "철학적 탐구"에서 그는 "논고"에서 보였던 자신의 초기 사유들을 비판하고 있다.
명제(판단의 내용을 이루는 것으로, 문장·언어에 의해 표현되는 것)의 논리적 구조와 논리적 추리의 성질에 대한 연구부터 시작되며, 이어 지식론, 물리학의 제 원리, 윤리학의 차례로 다루고 끝으로 종교 문제를 논한다. 세계를 구성하는 개개의 원자적(요소적) 사실은 판단(명제)에 의해 '모사(模寫)'된다. 꽃이 아름답다는 사실이 '꽃은 아름답다'는 판단으로 모사되고 여기서 '꽃' '은' '아름답다' 등의 여러 개념이 형성된다. 개념이 먼저 있고 이것이 결합되어 판단이 성립하는 것은 아니다. 원자적 사실의 모사인 판단의 내용(명제)은 상호 독립된 원자적 명제이며, 이것이 '논리적 원자'가 된다. 원자적 사실이 모두 바르게 모사되고 원자적 명제로서 파악되면, 이러한 논리적 원자를 구성함으로써 세계는 완전히 인식된다. 그런데 명제(命題)는 언어에 의해서 객관화되는 것이므로 세계의 인식은 바로 언어의 조작, 곧 언어의 논리적 분석인 것이다. 따라서 세계를 바르게 인식하기 위해서는 "말할 수 없는 것에 대해서는 침묵해야 한다"고 비트겐슈타인은 말한다.

## 내용
책 속의 7개의 주요 명제는 아래와 같다.
1. 세계는 일어나는 모든 것이다.
2. 일어나는 것, 즉 사실은 사태들의 존립이다.
3. 사실들의 논리적 그림이 사고이다.
4. 사고는 뜻이 있는 명제이다.
5. 명제는 요소 명제들의 진리함수이다. (요소 명제는 자기 자신의 진리 함수이다.)
6. 진리 함수의 일반적 형식은 {\displaystyle [{\bar {p}},{\bar {\xi }},N({\bar {\xi }})]}이다. 이것이 명제의 일반적 형식이다.
7. 말할 수 없는 것에 관해서는 침묵해야 한다.

## 영향

### 철학에 미친 영향
출판됐을 당시, 비트겐슈타인은 <논고>가 모든 철학적 문제를 해결해왔다고 결론지었다. 그는 후에 이 관점을 철회하고, 그가 후에 "철학적 탐구"를 착수하도록 하였다.
이 책은 10대 켐브리지 수학자와 철학자 프랭크 플림턴 램지의 도움을 받아 칼스 케이 오그던에 의해 영어로 번역되었다. 램지는 후에 오스트리아에서 비트겐슈타인과 만났다. 해석의 문제는 그 개념이 정확하게 기술되는 것이 어렵다는 점이었고, 특히 비트겐슈타인의 용어 사용과 그의 사상을 단어로 해석하는 것을 고려했을 때, 해석에서의 문제는 그 개념들의 정확한 기술이 어렵게 만들었다.
"논고"는 빈 학파의 사람들과 그중에서도 특히 루돌프 카르나프와 모리츠 슐리츠의 관심을 끌었다. 그 학파는 "논고"를 함께 한 줄 한 줄 소리 내어 읽으며 몇 개월을 보냈다. 슐리츠는 마침내 비트겐슈타인이 그가 빈으로 왔을때 빈 학파의 회원들을 만나 "논고"에 대해 토론할 것을 설득하였다.(그는 그때 건축가로 일하고 있었다.) 빈 학파의 논리실증주의자가 "논고"의 진가를 알아보았지만, 그들은 7번 명제를 비롯한 마지막 구절이 혼란을 유발한다고 주장하였다. 카르나프는 이 책이 중요한 통찰력을 포함하고 있다고 극찬하였지만, 결론 부분의 얘기들은 무시할 것을 사람들에게 권장하였다. 하지만 비트겐슈타인은 슐리츠가 책의 마지막 문장들을 완전히 오해한 것에 대해 유감을 표하였다.
최근에는 2000년부터 착수된, 비트겐슈타인에 대한 해석을 모아놓은 The New Wittgenstein에서 많은 해석들이 나왔다. 소위 결정적 읽기(resolute reading)라고 불리는 방법은 많은 논쟁과 토론은 불러일으켰다. 이러한 읽기 방법의 주된 주장은 비트겐슈타인이 "논고"에서 윤리학과 철학을 말로는 다 할 수 없는, 신령스러운 분야라고 격하시킨 언어에 대한 이론적인 기술을 포함하지 않았다는 것이다.
오히려, 이 책은 치료에 목표를 두고 있다. 책에 있는 명제를 함께 연구하며 독자들은 언어는 모든 인간의 요구에 완벽하게 부합하며 철학은 우리의 언어의 논리에 대한 혼동적인 관계에 달려있음을 깨달았다. "논고"가 무엇인가를 없애는 것을 추구한다는 혼란은 혼동을 유발하는 이론이 아니며 오히려 이러한 이론의 필요성이 혼란을 유발하는 것이다.
"논고"의 방법은 다른 모든 철학의 영역에 퍼져있는 언어의 논리를 이론적으로 설명해달라는 요구를 떨쳐냄으로써 독자들이 이미 그가 익숙해져 있는 언어의 논리와 효과를 인식할 수 있도록 만드는 것이었다. 그로 인해 윤리적이고 형이상학적인 이론을 제시할 때 수반되는 혼란을 없앨 수 있었다.
비트겐슈타인은 빈 학파의 회원들을 전부 다 만나지는 못했지만, 그중 슐리츠, 카르나프 등 몇 사람들만 만났었다. 그럼에도 불구하고, 종종 그는 철학에 대해 논하는 걸 거부하였고, 의자를 벽을 향해 돌리고 라빈드라나드 타고르의 시를 읊으면서 미팅을 끝낼 것을 요구하였다. 그는 카르나프가 그의 허락 없이 그의 아이디어 중 일부를 사용한 것을 알고 난 후에 이 학파의 회원들과의 형식적인 관계를 깼다.

### 예술에 미친 영향
"논고"는 1992년에 나온 헝가리의 영화감독 페테르 포가치의 주제였다. "Wittgenstein Tractus"라는 32분 간의 작품은 "논고"와 비트겐슈타인의 다른 작품에서의 인용구를 특징으로 삼았다.

## 참고 문헌
- 이 문서에는 다음커뮤니케이션(현 카카오)에서 GFDL 또는 CC-SA 라이선스로 배포한 글로벌 세계대백과사전의 내용을 기초로 작성된 글이 포함되어 있습니다.